# Староконстантиновский район
Староконстанти́новский райо́н (укр. Старокостянти́нівський райо́н) — упразднённая административно-территориальная единица на востоке Хмельницкой области Украины. Центр — город Староконстантинов.
Район ликвидирован 19 июля 2020 года в рамках административно-территориальной реформы на Украине.

## География
Площадь района составляет 1,2 тыс. км².
Граничит на севере с Шепетовским и Полонским районами Хмельницкой области, на северо-востоке с Любарским районом Житомирской области, на юго-востоке со Старосинявским, на юге с Летичевским и Хмельницким районами, на западе с Красиловским районом и Староконстантиновским городским советом Хмельницкой области.
На территории района протекают реки Белка, Грабарка, Деревичка, Иква, Икопоть, Потевка, Случь и др.

## История
Район образован в 1923 году. 23 сентября 1959 года к Староконстантиновскому району была присоединена часть территории упразднённого Остропольского района.
17 июля 2020 года его территория была включена в состав Хмельницкого района с последующим роспуском администрации и районного совета.

## Демография
Население района составляет 27 593 человека (данные 2019 г.).

## Административное устройство
Количество советов:
- сельских — 30

Количество населённых пунктов:
- сёл — 97

## Советы и населённые пункты
Список населённых пунктов района находится внизу страницы

## Соседние районы и горсоветы
- Красиловский район
- Летичевский район
- Полонский район
- Староконстантиновский горсовет
- Старосинявский район
- Хмельницкий район
- Шепетовский район
- Любарский район (Житомирская область)

## Экономика
Завод «Металлист», завод железобетонных шпал, завод кузнечно-прессового оборудования, пищевая промышленность: сахарный завод, ЗАО «Хлебозавод», ТОО «Агропромсервис», ТОО «Старконмолоко», КП «Завод Продтовары».

## Транспорт
Через район проходят железнодорожные линии Гречаны—Староконстантинов-1, Шепетовка-Подольськая—Староконстантинов-1 и Калиновка-1—Староконстантинов-1; автодороги Черновцы—Хмельницкий—Житомир (М20) и Староконстантинов—Ровно—Житковичи (Беларусь) (М21).

## Достопримечательности
- Средневековый замок, построенный в середине XVI века при князе Константине Острожском на мысе, где сливаются реки Случь и Икопоть, — главное украшение города Староконстантинова. Замок был отделен от города каналом, валом и бастионами, вход к нему обороняли въездные врата. Из пяти башен до наших дней дошла лишь одна — полукруглая башня-донжон, украшенная ренессансными элементами.
- Одинокая высокая башня при въезде в город, построенная Константином Острожским как самостоятельное фортификационное сооружение в конце XVI века.
- На окраине Староконстантинова расположен действующий военный аэродром. До обретения независимости Украины здесь располагалась истребительная, штурмовая и бомбардировочная авиация, и аэродром был вторым по значимости на Украине. В настоящее время базируется только бомбардировочная авиация. Из-за нехватки авиатоплива полёты проводятся крайне редко, но зрелище интересное. Особенно с восточной (ближней к городу) стороны взлётно-посадочной полосы, где автомобильная дорога проходит почти по краю ВПП. Сегодня полёты проводятся очень часто, отремонтировали казармы и самолёты. На аэродром передали 4 новых самолета ОКБ Сухого СУ-27.